# 瓦萊西托斯 (新墨西哥州)
瓦萊西托斯（英語：Vallecitos）是位於美國新墨西哥州里奧阿里巴縣的非建制地區。

## 歷史
瓦萊西托斯的郵局自1886年營運至今。

## 地理
瓦萊西托斯所處的海拔為高於海平面2261米（即7418英呎），而該地所採用的時區為UTC-7，即北美山地时区（MST）。同時該地設有夏令時間，為UTC-7調快一小時，即UTC-6（MDT）。